# Kebatshabile Disele
Kebatshabile Lorato Disele était une femme politique du Botswana. Elle a été la première femme membre de l'Assemblée nationale, siégeant de 1974 à 1984. Elle a également été ministre de l'Intérieur de 1979 à 1984.

## Biographie
Diesel est né à Kanye en juin 1924. Elle fréquente l'école primaire de Kanye entre 1930 et 1941, puis l'Institut Tigerkloof en Afrique du Sud de 1942 à 1948. En 1949, elle épouse Kago Disele, avec qui elle a quatre enfants. Elle travaille brièvement comme enseignante en 1952 puis comme commis de 1957 à 1964. Elle rejoint le bureau de poste en 1964, tout d'abord comme postière à temps partiel, puis, après un passage en tant qu'assistante comptable de 1966 à 1967, elle revient au poste de postière jusqu'en 1972, elle devient ensuite contrôleur adjointe de la Caisse d'épargne postale.
Après les élections générales de 1974, Kebatshabile Disele est l'une des deux femmes élues indirectement au Parlement avec de Gaositwe K. T. Chiepe. Membre du Parti démocratique du Botswana, elle est réélue à l'issue des élections de 1979, après quoi elle est nommée ministre de l'Intérieur. Elle reste députée et ministre jusqu'en 1984. Elle se présente dans la circonscription de Ngwaketse Sud lors des élections de 1984, mais perd face au candidat du Front national du Botswana.